# چنار بیجورد
چنار بیجورد دو اصله درخت چنار در روستای بیجورد، شهرستان بردسکن است که دارای قدمتی ۲۵۰ تا ۳۰۰ سال می‌باشد و در تاریخ ۷ تیر ۱۳۹۹ با شمارهٔ ثبت ۷۳۷ به‌عنوان یکی از آثار میراث طبیعی ایران به ثبت رسیده است.